# Бережной, Андрей Иванович
Андрей Иванович Бережной (17 января 1931 года, село Андреевка, Мостовский район, Луганская область) — передовик производства, бригадир аппаратчиков Приднепровского химического завода. Герой Социалистического Труда (1971).

## Биография
Родился в 1931 году в селе Андреевка Мостовского района Луганской области (сегодня — Сватовский район). Окончив неполную среднюю школу в селе Рудовка Сватовского района, поступил в ремесленное училище. Трудовую деятельность начал в 1950 году в производственном секретном объекте № 96 по переработке урановых руд Министерства среднего машиностроения СССР (позднее — Приднепровский химический завод) в Днепродзержинске Днепропетровской области. Был бригадиром аппаратчиков. За высокие показатели в труде бригада, руководимая Андреем Бережным, удостоилась звания «Бригада коммунистического труда». Во время 8-й пятилетки (1965—1970) бригада ежегодно выполняла производственный план на 110—115 %. План пятилетки был выполнен в апреле 1970 года. В этом же году бригада освоила пневмогидравлическую колонну, что позволило увеличить выпускаемую продукцию. За выдающиеся достижения при выполнении планов 8-й пятилетки (1965—1970) был удостоен в 1971 году звания Героя Социалистического Труда.
Проработав на Приднепровском химическом заводе в течение тридцати трёх лет, вышел в 1983 году на пенсию.

## Награды
- Герой Социалистического Труда — указом Президиума Верховного Совета СССР от 26 апреля 1971 года
- Орден Ленина (1971)
- Медаль «За трудовое отличие»
- Медаль «В ознаменование 100-летия со дня рождения Владимира Ильича Ленина»